# Лоро-Чьюффенна
Лоро-Чьюффенна (італ. Loro Ciuffenna) — муніципалітет в Італії, у регіоні Тоскана,  провінція Ареццо.
Лоро-Чьюффенна розташоване на відстані близько 210 км на північ від Рима, 38 км на південний схід від Флоренції, 24 км на північний захід від Ареццо.
Населення — 5832 особи (2014).

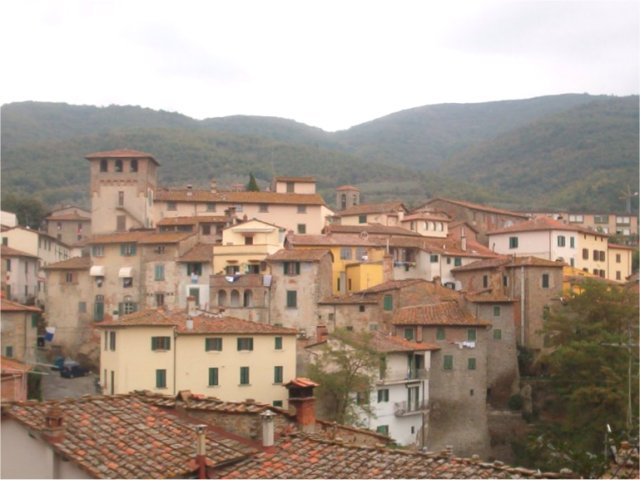

Щорічний фестиваль відбувається 15 серпня. Покровителька — Богородиця Небовзята.

## Демографія
Населення за роками:

Станом на 1 січня 2023 року в муніципалітеті офіційно проживали 362 іноземці з 43 країн, серед них 151 громадянин країн Євросоюзу та 6 громадян України.

## Сусідні муніципалітети
- Кастель-Фоконьяно
- Кастель-Сан-Нікколо
- Кастельфранко-П'яндіско
- Кастільйон-Фібоккі
- Ортіньяно-Раджоло
- Талла
- Террануова-Браччоліні